# Miss Italia 2020
Miss Italia 2020 fue la 78.ª edición del concurso Miss Italia. Se llevó a cabo el 14 de diciembre de 2020 en el «Spazio Rossellini» del Centro Cultural Multidisciplinario de la Región del Lacio, Roma. Martina Sambucini de Roma fue coronada como ganadora y sucesora de Carolina Stramare de la Lombardía.

## Antecedentes
Debido a la pandemia de COVID-19, esta edición ha sufrido varios cambios respecto a las anteriores: de hecho, durante el verano de 2020 las tradicionales selecciones autonómicas de las semifinalistas sufrieron importantes ralentizaciones por la dificultad para organizar eventos en directo, y se completaron solo en Marcas y Abruzos; para las demás regiones, la selección de las semifinalistas (cinco para cada región) se realizó en línea a través de Instagram a fines de noviembre. A principios de diciembre, un jurado técnico tuvo la tarea de seleccionar a las 21 semifinalistas regionales, a las que se suman Miss Roma y Miss 365 - Primera Miss del Año, para un total de 23 semifinalistas.
La velada final también preveía un formato renovado acorde con la actual situación de emergencia sanitaria: no había público en la sala, no hubo momentos de variedad y las semifinalistas no desfilaron disfrazadas; tampoco hubo televoto. Además, el evento no fue retransmitido por televisión, sino únicamente en streaming en el canal de YouTube y el perfil de Facebook del concurso.
En este año en particular, las bandas de Miss Cinema, Miss Elegancia, Miss Sonrisa, Miss Belleza y otros premios de los patrocinadores del evento no fueron asignadas a las candidatas. Por lo que las candidatas que recibieron las bandas en el 2019 continúan en su cargo.

## Resultados
| Posiciones        | Candidata                    |
| ----------------- | ---------------------------- |
| Miss Italia 2020  | - Roma - Martina Sambucini   |
| Primera finalista | - Lacio - Beatrice Scolletta |
| Segunda finalista | - Liguria - Alice Leone      |

## Candidatas
23 candidatas compitieron por el título.
| Región               | Candidata           | Edad | Ciudad natal                      |
| -------------------- | ------------------- | ---- | --------------------------------- |
| Abruzos              | Anastasia Di Pietro | 20   | Roseto degli Abruzzi              |
| Apulia               | Simona Frascaria    | 19   | San Nicandro Garganico            |
| Basilicata           | Lucia Apicella      | 28   | Cava de' Tirreni                  |
| Calabria             | Francesca Tiziana   | 19   | Regio de Calabria                 |
| Campania             | Erika Argenziano    | 20   | Recale                            |
| Cerdeña              | Elena Meloni        | 22   | Santa Teresa Gallura              |
| Emilia               | Greta Iotti         | 22   | Guastalla                         |
| Friul-Venecia Julia  | Marta Morsanutto    | 20   | Ronchis                           |
| Lacio                | Alice Ferazzoli     | 18   | Roma                              |
| Liguria              | Alice Leone         | 22   | Taggia                            |
| Lombardía            | Francesca Rabbolini | 20   | Villa Cortese                     |
| Marcas               | Lea Calvaresi       | 24   | Grottammare                       |
| Miss 365             | Beatrice Scolletta  | 25   | Nettuno                           |
| Molise               | Camilla Corrado     | 18   | Isernia                           |
| Piamonte             | Carolina Basso      | 23   | Viguzzolo                         |
| Roma                 | Martina Sambucini   | 19   | Frascati                          |
| Romaña               | Lucia La Forgia     | 25   | Vignola                           |
| Sicilia              | Sofia Fici          | 19   | Marsala                           |
| Toscana              | Greta Beruatto      | 19   | Arezzo                            |
| Trentino-Alto Adigio | Flavia Cemin        | 19   | Primiero San Martino di Castrozza |
| Umbría               | Lada Anashkina      | 18   | Città di Castello                 |
| Véneto               | Francesca Toffanin  | 21   | Baone                             |
| Valle de Aosta       | Martina Zonco       | 19   | Cossato                           |

## Jurado
- Roberta Bruzzone[7]
- Paolo Conticini (presidente del jurado)[7]
- Raoul D'Alessio (especialista en ortodoncia, estudioso de rehabilitación estética)[7]
- Tiziana Luxardo (fotógrafa)[7]
- Manila Nazzaro[7]
- Chiara Ricci[7]